# Johan Gustaf Wiborgh
Johan Gustaf Wiborgh, född 28 april 1839 i Vadstena, död 16 mars 1903 i Stockholm, var en svensk metallurg, professor.
Wiborgh blev student vid Uppsala universitet 1858, genomgick Teknologiska institutets fackskola för kemisk teknologi 1858-61 och avlade bergsexamen vid Uppsala universitet 1865. Han genomgick 1865-66 Bergsskolan i Falun; tjänstgjorde 1867 som biträdande lärare i ritning och konstruktioner där, var 1875-91 lärare i järnets metallurgi och praktisk masugnsskötsel vid Filipstads bergsskola och 1884-92 lektor i metallurgi och hyttkonst vid Kungliga Tekniska högskolan, där han ledde undervisningen i bergskemi och andra metallers (utom järnets) metallurgi, och utnämndes 1892 till professor i metallurgi och hyttkonst, varefter han övertog undervisningen i järnets metallurgi. Han var därjämte från 1892 föreståndare för högskolans bergsvetenskapliga fackskola, "Bergshögskolan". En tid ägnade han sig även åt praktisk verksamhet inom sitt fack som disponent och förvaltare vid Åvike bruk. Åren 1877-83 var han även t.f. bergsvärdie vid Sala silvergruva och skötte där tillverkningen av silver ur blyglansen från gruvan.
I mitten av 1890-talet arbetade Wiborgh på att framställa ett gödselmedel, baserat på tillgodogörande av apatiten i de lappländska järnmalmerna; metoden var sålunda avsedd att gagna såväl järnhanteringen som jordbruket. Konsul Gustaf Emil Broms intresserade sig för den 1895 utexperimenterade uppfinningen, patent erhölls 1896 i Broms namn med Wiborgh som uppfinnare, och för tillverkning av det s.k. Wiborghfosfatet byggdes ett större verk i Luleå. Produkten, som tillverkades genom apatitens upphettning tillsammans med soda, visade sig motsvara förväntningarna, men kunde ej hävda sig i konkurrens med superfosfat och liknande, varför företaget av lönsamhetsskäl upphörde 1903.
Wiborgh gav emellertid impulsen till en av professor Wilhelm Palmær utarbetad elektrolytisk metod att av fattiga fosfatråvaror framställa ett gödselmedel, varpå patent i Wiborghs och Palmærs namn erhölls 1900. Wiborgh erhöll 1903 patent på ännu en fosfatuppfinning, som avsåg sammansmältning av råfosfat med masugns- eller andra slagger, varigenom ett lättsmält gödselmedel skulle erhållas. Uppfinningen torde ej ha blivit exploaterad, sannolikt på grund av uppfinnarens snart inträffade bortgång. Han var från 1899 ledamot av Vetenskapsakademien och ordförande i Stockholms naturvetenskapliga förening.